# Birger Nerman

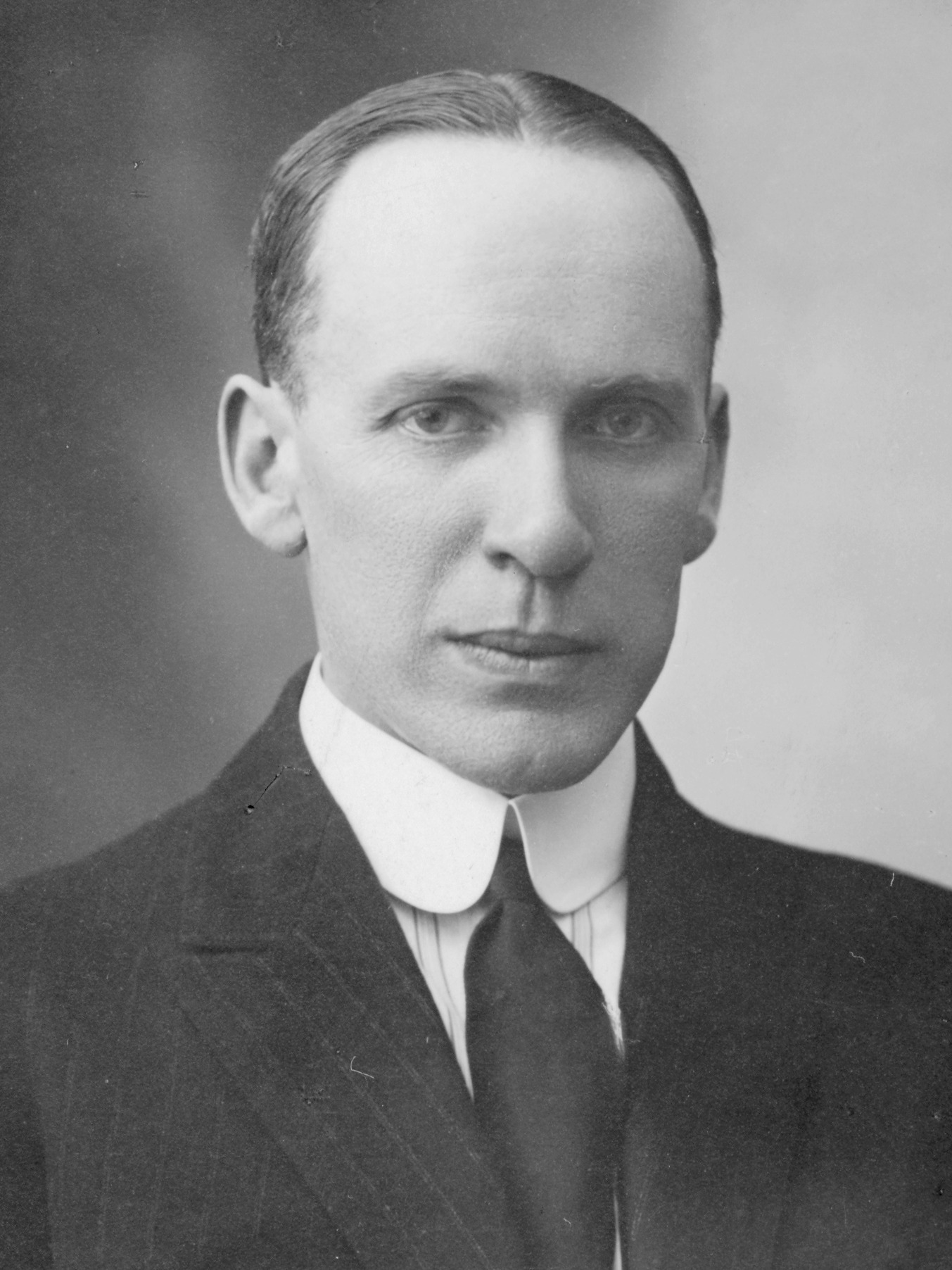
Birger Nerman

Birger Nerman (* 6. Oktober 1888 in Norrköping; † 22. August 1971 in Stockholm) war ein schwedischer prähistorischer Archäologe und Autor.
Birger Nerman hatte zwei Brüder, den Kommunisten Ture Nerman und den Künstler Einar Nerman.
Nerman war ab 1923 Professor für Archäologie an der Universität Tartu. Er leitete die Ausgrabungen der russischen Grenzfestung Isborsk und von Grobiņa in Lettland. 1938 wurde Nerman Leiter des Staatlichen historischen Museums in Schweden.

## Schriften
- Die Herkunft und die frühesten Auswanderungen der Germanen (= Kungl. Vitterhets, Historie och Antikvitets Akademiens Handlingar. Del 34, 5 = Folge 3, Del 1, 5, ZDB-ID 953008-3). Akademiens Förlag, Stockholm 1924.
- Die Verbindungen zwischen Skandinavien und dem Ostbaltikum in der jüngeren Eisenzeit (= Kungl. Vitterhets, Historie och Antikvitets Akademiens Handlingar. Del 40, 1). Akademiens Förlag, Stockholm 1929.
- Der Handel Gotlands mit dem Gebiet am Kurischen Haff im 11. Jahrhundert. In: Prussia. Zeitschrift für Heimatkunde und Heimatschutz. Band 29, 1931, ISSN 0259-7845, S. 160–173.
- Die Völkerwanderungszeit Gotlands (= Kungliga Vitterhets Historie och Antikvitets Akademien. Monografiserien. 21, ISSN 0347-0873). Akademiens Förlag, Stockholm 1935.
- Grobin-Seeburg. Ausgrabungen und Funde. Almqvist & Wiksell, Stockholm 1958.
- Die Vendelzeit Gotlands (= Kungliga Vitterhets Historie och Antikvitets Akademien. Monografiserien. 55). Akademiens Förlag, Stockholm 1969.